# Jezuïetenkerk van Poznań
De Jezuïetenkerk van Poznań ook wel Farakerk genoemd (Pools:Fara Poznańska) of kortweg Parochiekerk  (Duits: Marienbasilika) of de lange versie (Basilika der Mutter Gottes von der immerwährenden Hilfe und der heiligen Maria Magdalena) (Pools:Bazylika Matki Boskiej Nieustającej Pomocy i św. Marii )
is een kerkelijke Basilica minor in de stad Poznań / Posen en stammend uit de Barok.

## Geschiedenis
In 1570 werden op uitnodiging van toenmalig Bisschop Adam Konarski, de Jezuïeten naar Poznań / Posen gehaald en kregen toestemming in de voormalige kerk van Sint-Stanislaus te gaan resideren. In 1651 begon men met de bouw van een nieuwe kerk, waarvoor de plannen uit Rome kwamen. Het werk begon echt aan te vangen onder de hand van architect Tomansz Poncino. De Zweedse Zondvloed zorgde echter voor vertraging en veel werk werd uitgesteld. In 1705 was de kerk nog steeds niet volledig voltooid, toch werd de kerk in datzelfde jaar ingewijd. In de periode tussen 1727 en 1732 herontwierp architect Pompeo Ferrari de hoofdfaçade en een deel van het interieur van de kerk, onder andere het hoofdaltaar. Onder zijn leiding werd de kerk voltooid.
In het jaar 1773 beschadigde een brand een deel van de kerk en werd stortte in 1780 de Maria Magdalenakerk in en werd de Jezuïtenkerk de nieuwe zetel van de Geestelijkheid van Poznań. In 1913 begon men met de renovatie van het hele kloostercomplex, maar kwam door de Eerste Wereldoorlog op losse schroeven te staan. In de Tweede Wereldoorlog bleef de basiliek gespaard, maar wel ontdaan van haar rijke Ornamenten en werd de kerk door de Wehrmacht gebruikt als opslag. In 1950 was de kerk hersteld van haar oorlogsschade.
De kerk qua interieur monolithisch opgebouwd, met grote zuilen dus en rondom de kerk liggen de gebouwen van het voormalige Jezuïetenklooster- en College, dat gebouwd werd tussen 1701 en 1733. De huidige functie van de gebouwen is een vergaderlocatie voor de Gemeenteraad van de stad en hebben dus een seculier doel. Het college bestond tot de Tweede Poolse Deling in 1793 toen Poznań / Posen, onderdeel werd het Koninkrijk Pruisen. Tegenwoordig worden er in de kerk missen gegeven in het Duits voor onder andere de Posener Bambergers. Tevens worden er sinds 1876 met onderbreking van de Tweede Wereldoorlog, elke zaterdag  orgelconcerten gegeven.

## Afbeeldingen

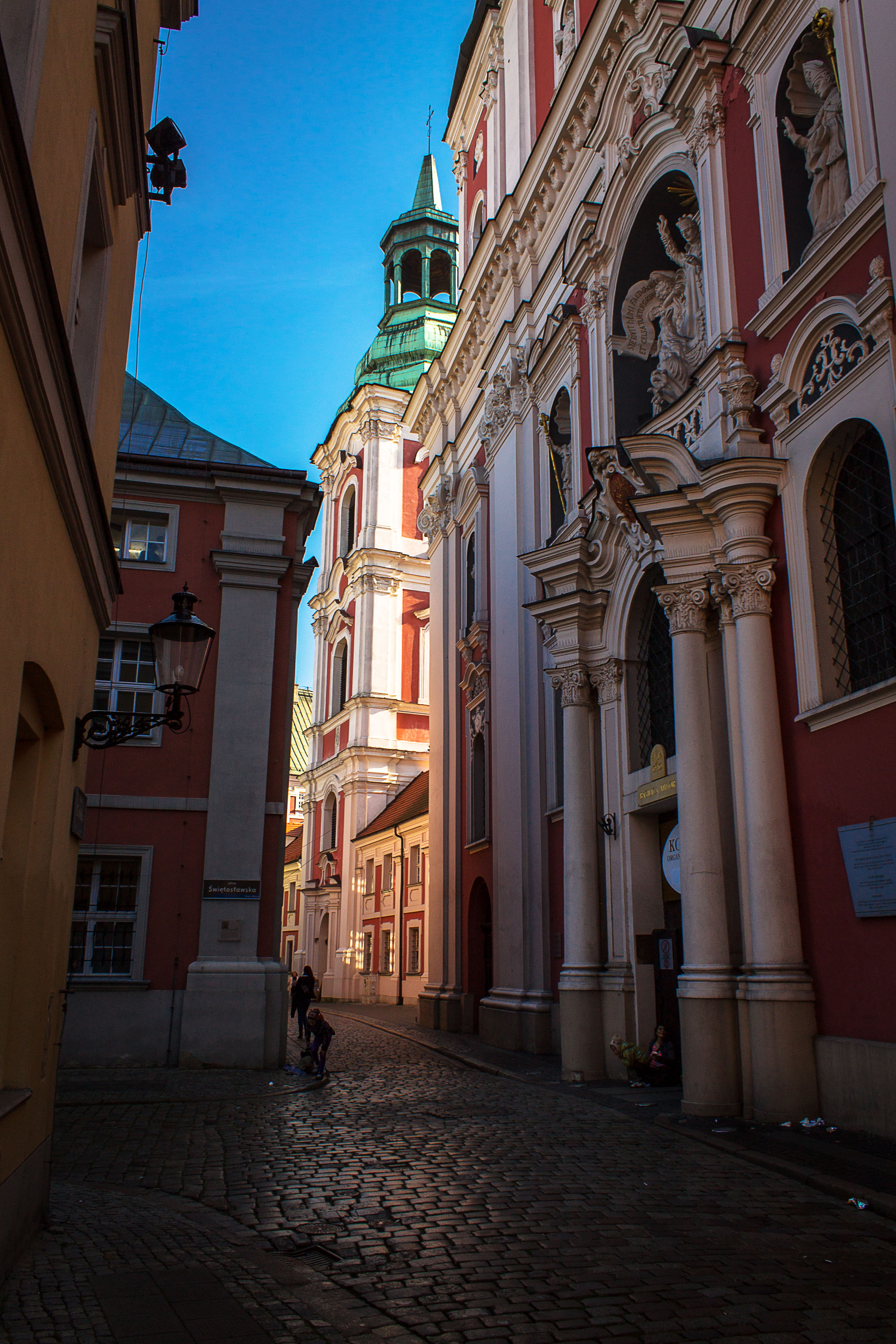
De hoofdfaçade van de kerk, gefotografeerd vanuit het oosten
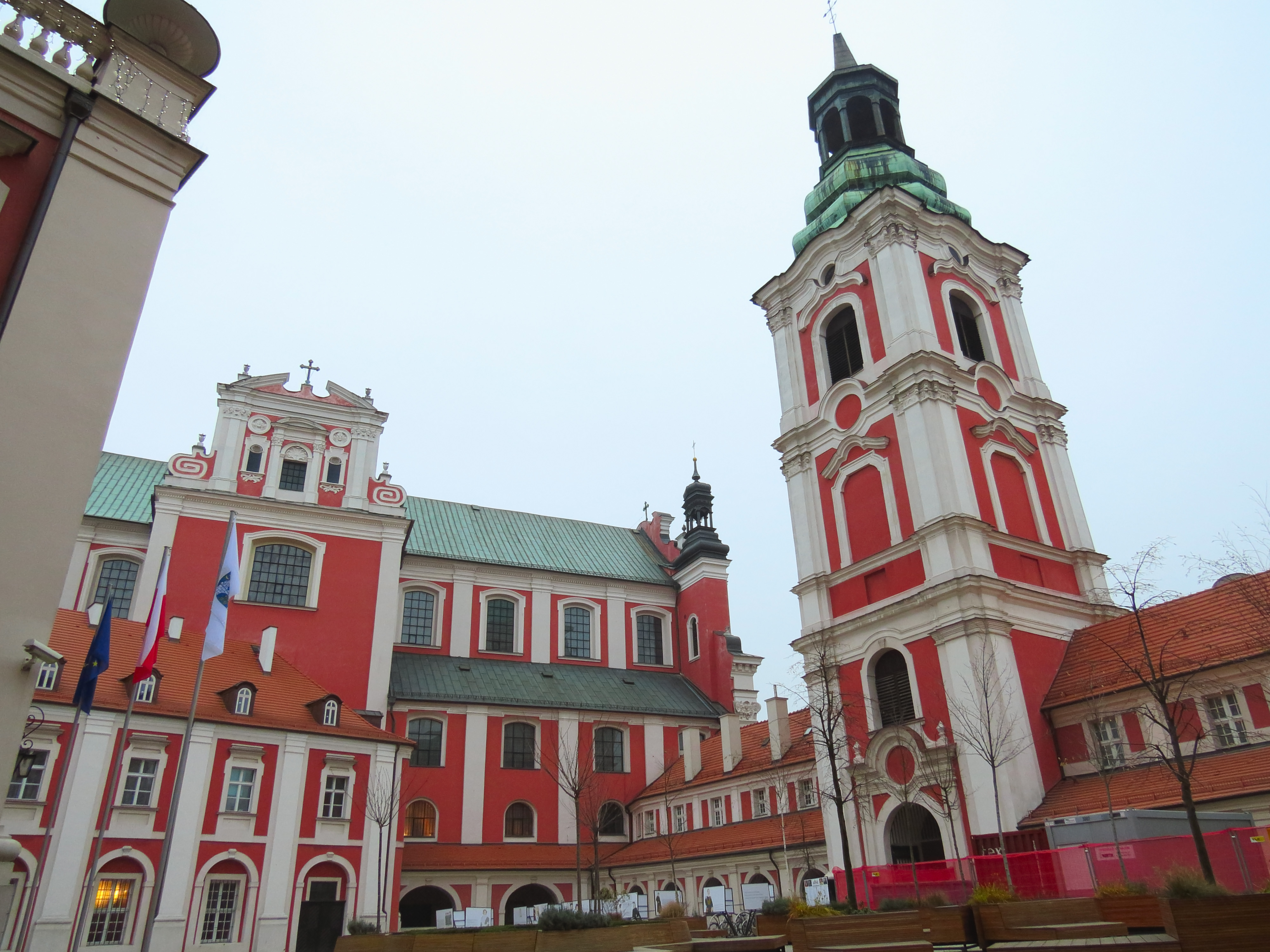
Het kloostercomplex in het verlengde van de kerk met de kerktoren
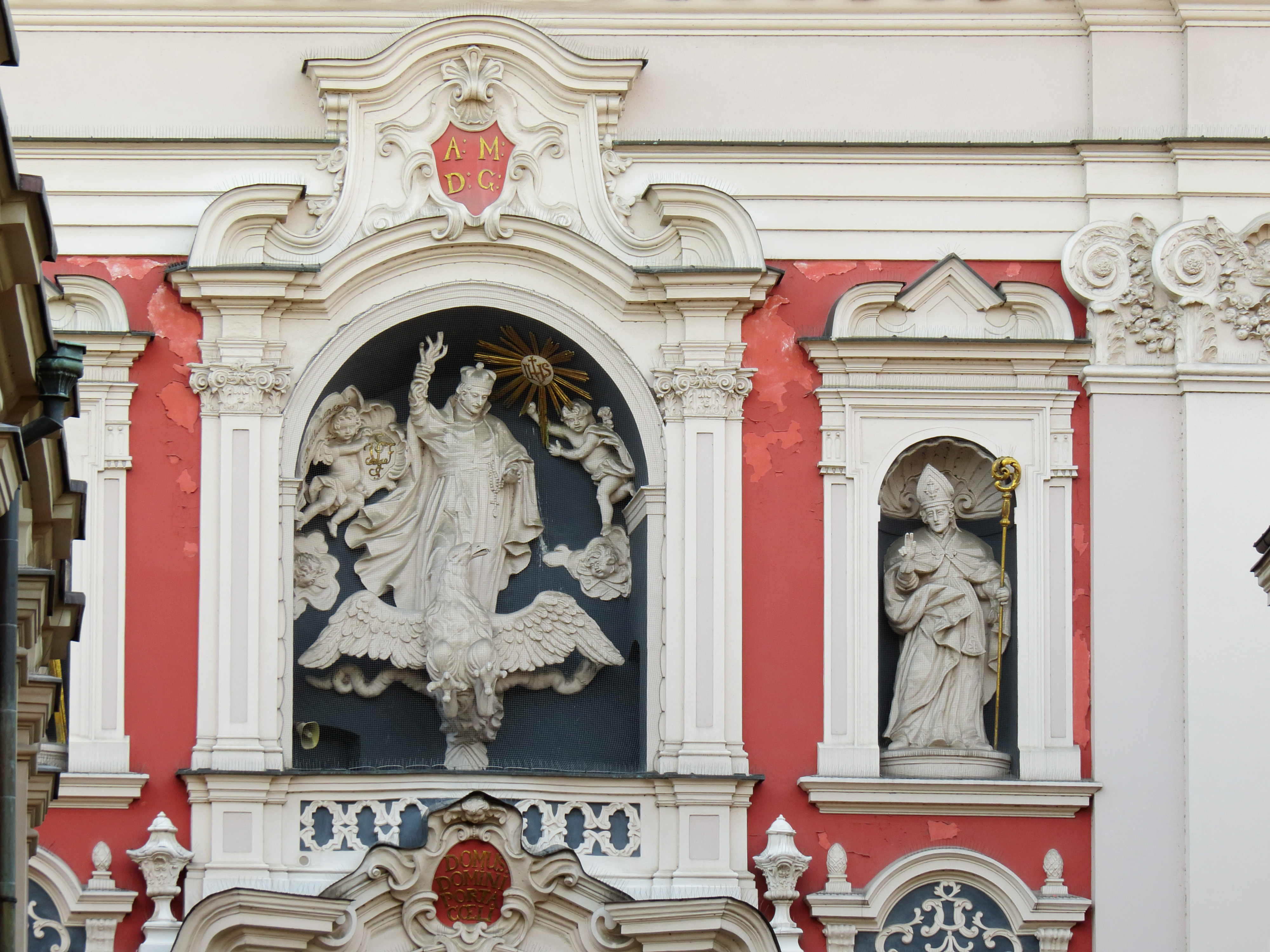
Detail van de hoofdfaçade
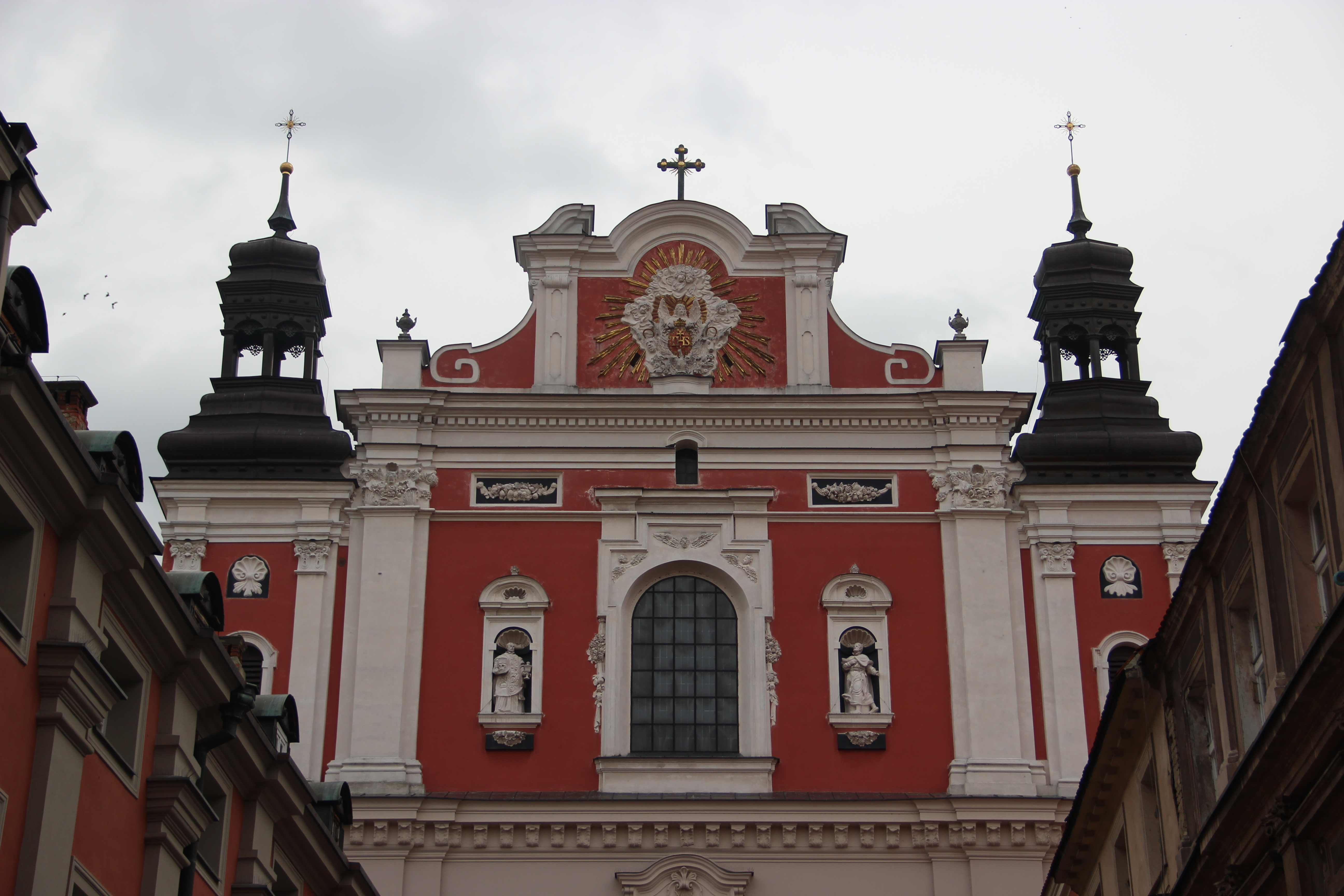
Het bovenste gedeelte van de hoofdfaçade met twee kleinere kerktorens en het fronton van de Jezuïten
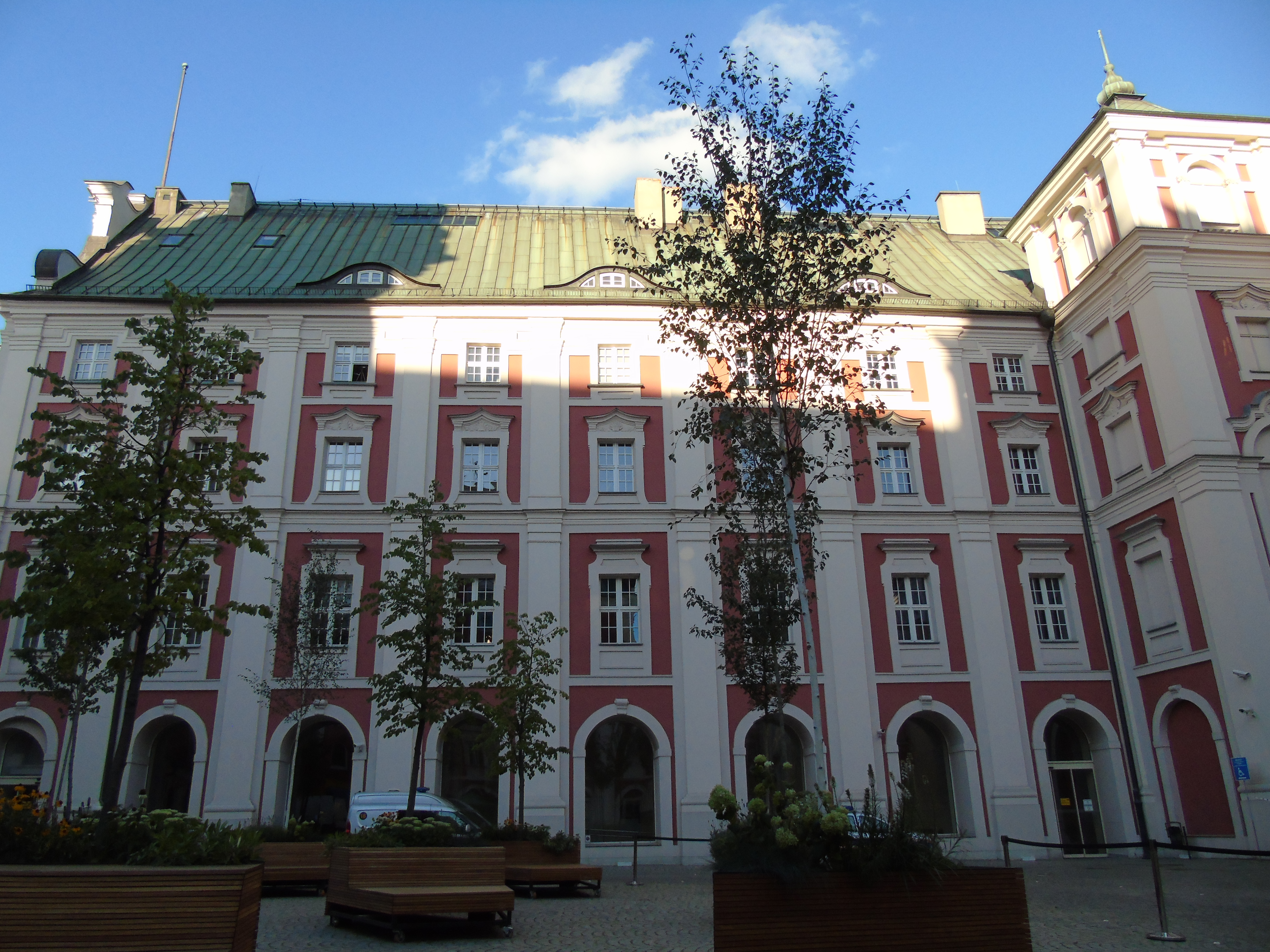
Een deel van het historische Jezuïetenklooster.
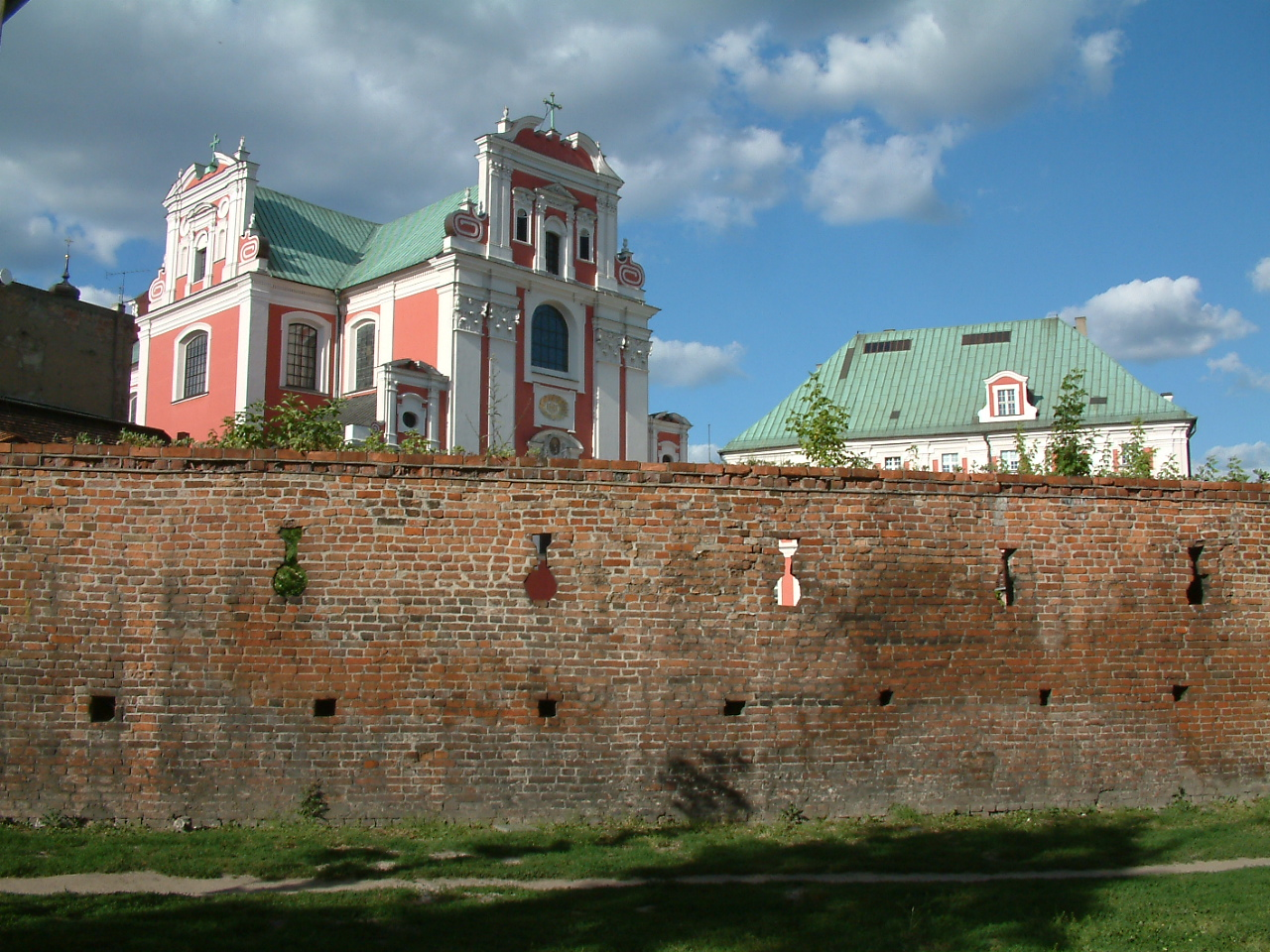
De ommuring van het historische kloostercomplex
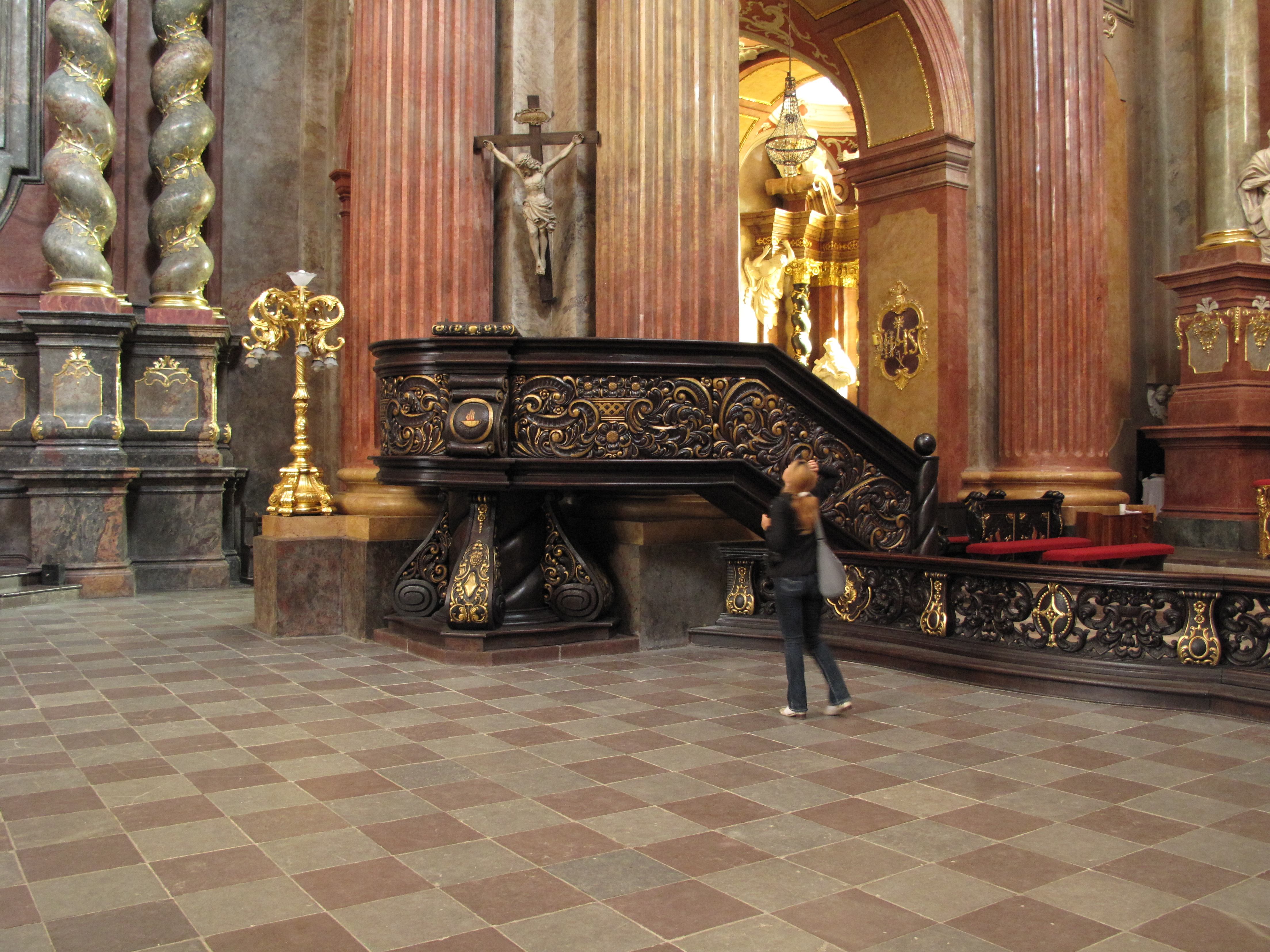
Een voorbeeld van een van de preekgestoeltes
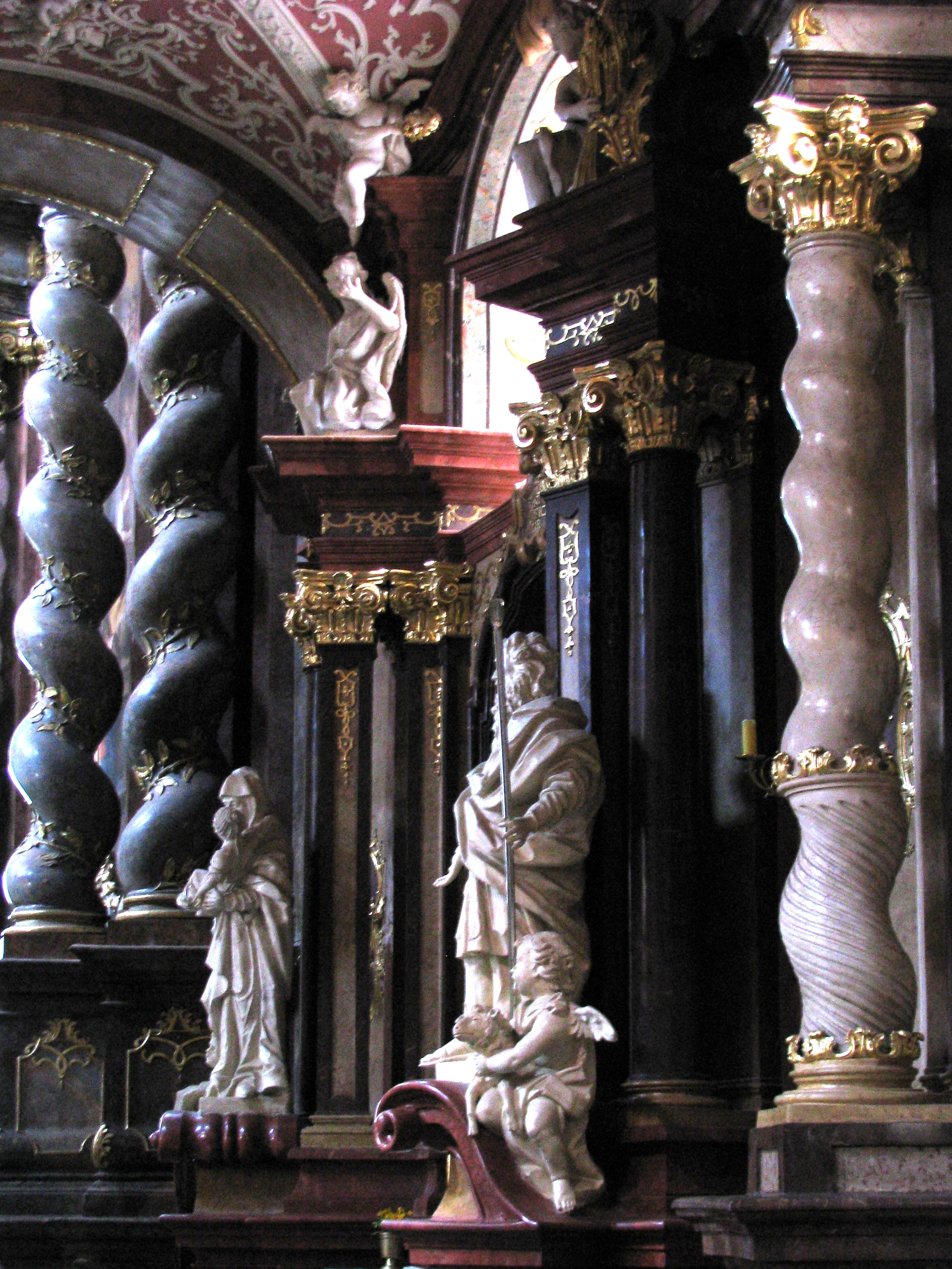
Detail van een preekstoel
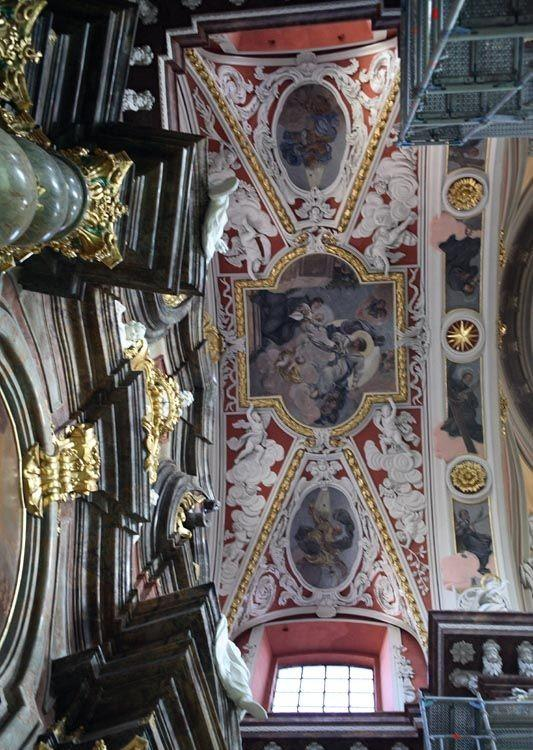
Detail van het casseteplafond
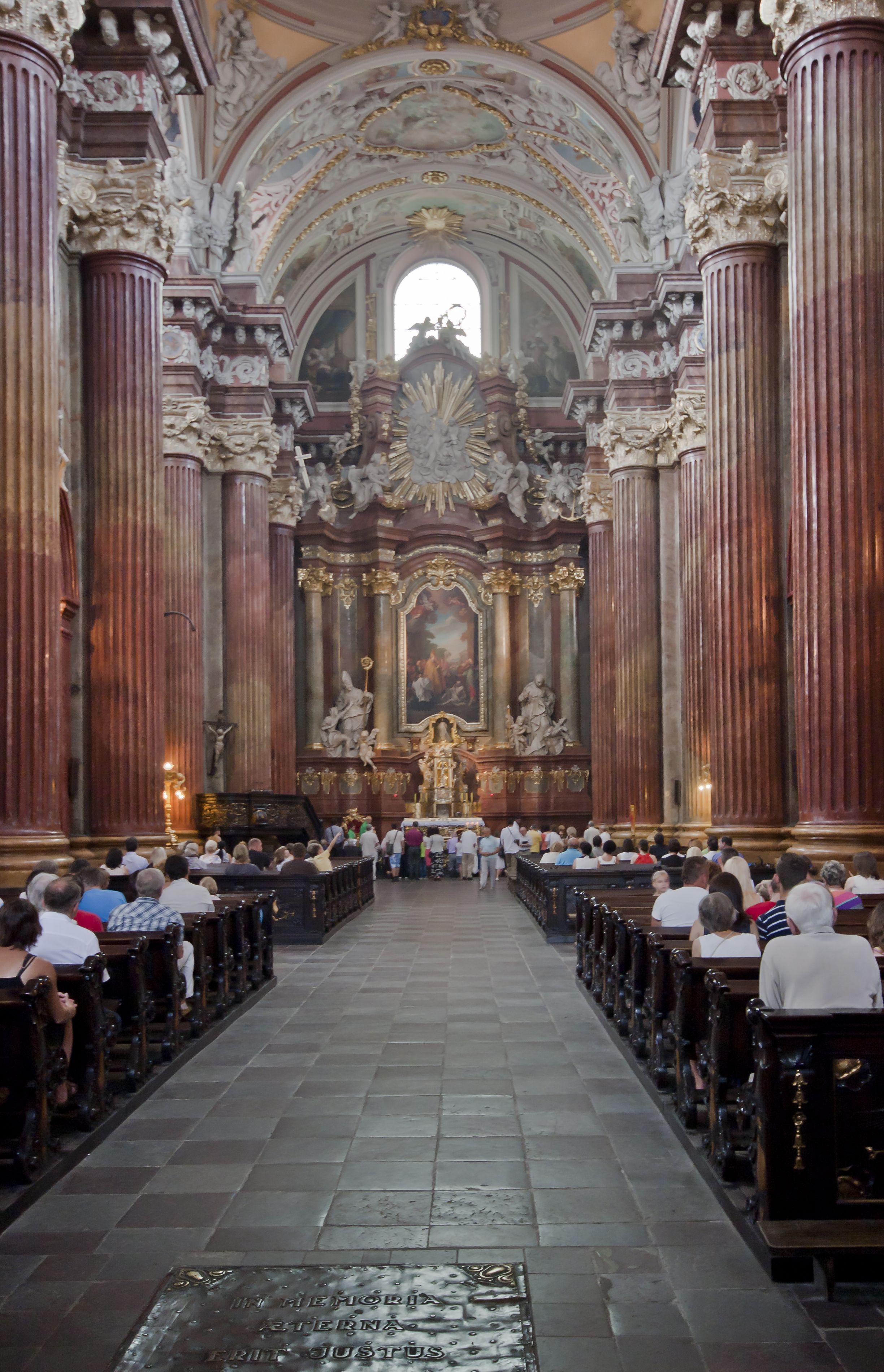
Een van de altaren in de kerk
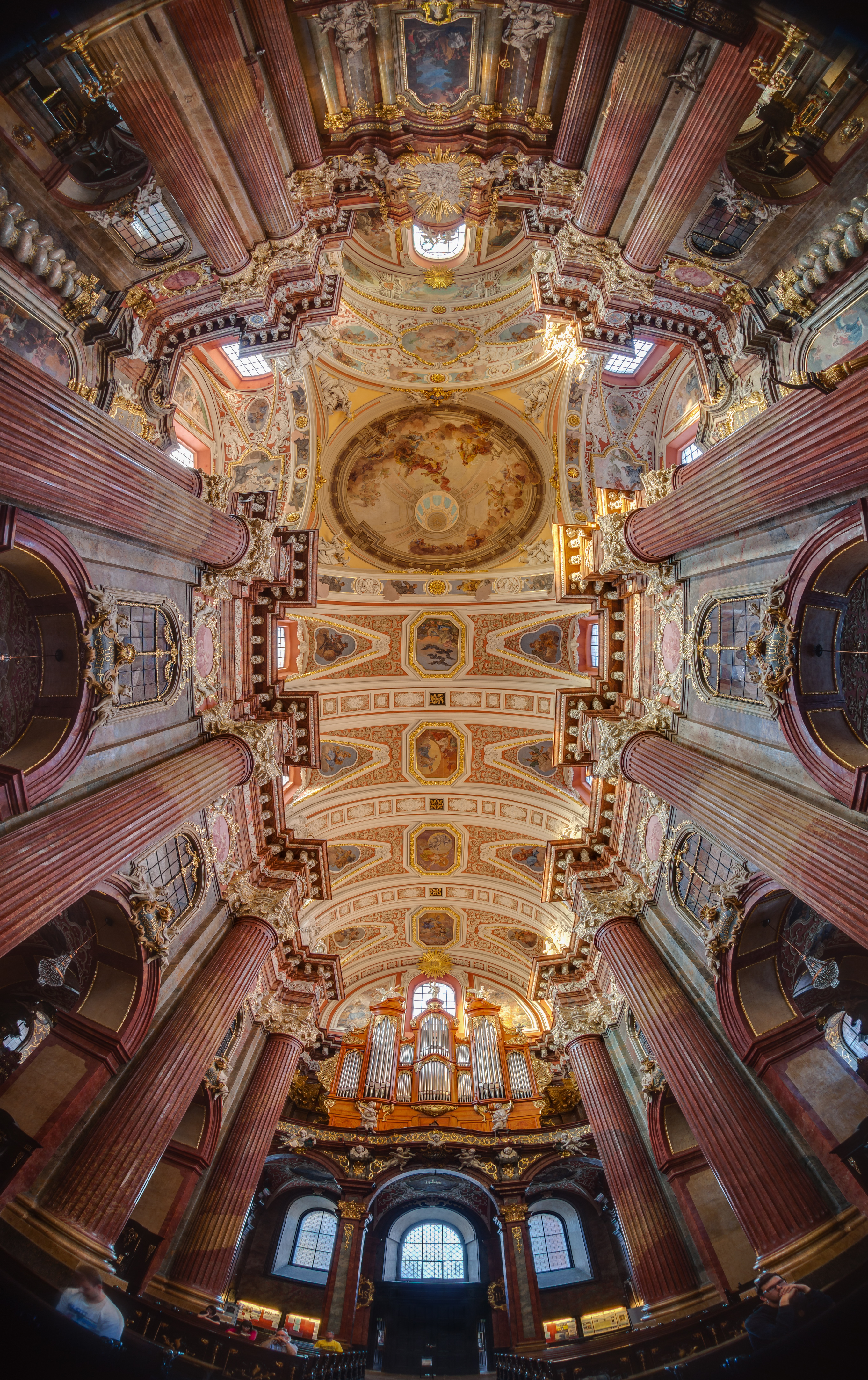
Deel van de gewelven van de kerk
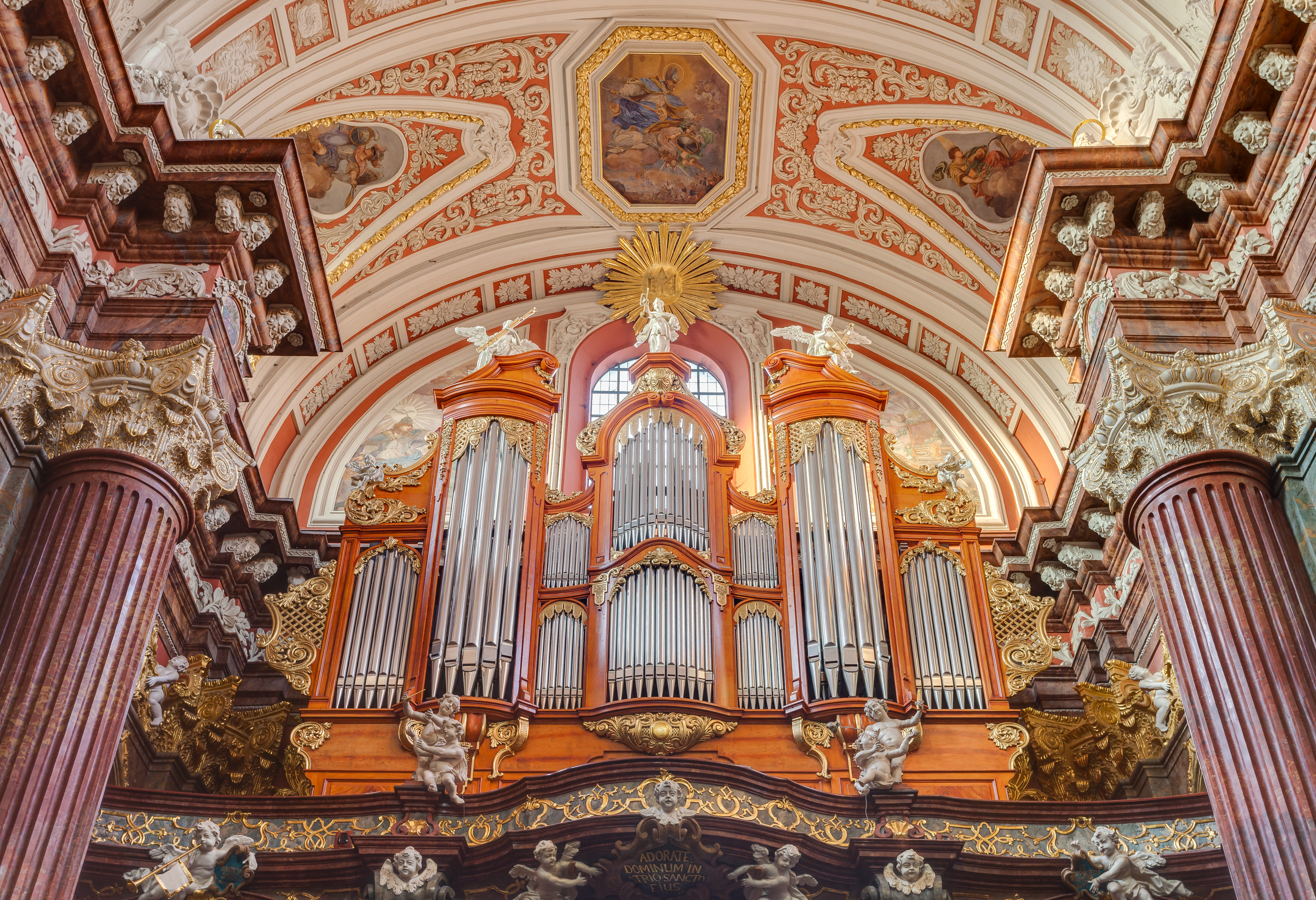
Detail van het kerkorgel